# Clemenceau (R98)
Авіаносець «Клемансо» (фр. Clemenceau (R98)) — французький авіаносець однойменної серії періоду Холодної війни. Названий на честь Жоржа Клемансо. Другий корабель з такою назвою у ВМС Франції.

## Історія створення
Авіаносець «Клемансо» був закладений у жовтні 1955 року на верфі Брестського арсеналу. Спущений на воду 21 грудня 1957 року, вступив у стрій 22 листопада 1961 року. Випробування показали недостатню остійність корабля, тому у 1966 року він був обладнаний булями.

## Історія служби
Після вступу у стрій авіаносець «Клемансо» до 1965 року базувався в Тулоні та ніс службу переважно у Середземному морі. У 1962 році здійснив похід в Атлантичний океан та Північне море. З 12 березня по 19 грудня 1938 року здійснив навколосвітнє плавання навколо Африки та мису Горн, під час якого заходив на Таїті та брав участь у ядерних випробуваннях на атолі Муруроа.
З квітня 1969 року по березень 1970 року «Клемансо» пройшов ремонт, після чого у червні 1970 року здійснив похід в Атлантику та Норвезьке море. В 1971 році здійснив навчальне плавання в Дакар.
Протягом жовтня-листопада 1974 року авіаносець перебував у Аденській затоці для захисту незалежності Джибуті (операція «Sapphire I»).
В лютому 1975 року надавав допомогу мешканцям острова Маврикію, який сильно постраждав від тропічного циклону.
Навесні 1975 року «Клемансо» повернувся у Брест, де пройшов ремонт та модернізацію. У 1977 році здійснив другий похід до берегів Джибуті (операція «Sapphire II»). З липня 1977 року по березень 1979 року проходив ремонт та модернізацію. З жовтня 1983 року по березень 1984 року під час громадянської війни в Лівані авіаносець здійснював патрулювання біля берегів Лівану (операція «Olifant»), під час якого 17 листопада 1983 року завдавав ударів по базах ісламських терористів.
З вересня 1984 року по січень 1985 року на авіаносці проводився ремонт головної енергетичної установки, а з вересня 1985 року по вересень 1986 року — модернізація, під час якої і 4 100-мм артилерійські установки були замінені двома ЗРК Crotale.
З липня 1987 року по вересень 1988 року «Клемансо» ніс службу в Індійському океані, де захищав торгове мореплавство в Ормузькій протоці під час Ірано-іракської війни (операція «Promethee»). У серпні 1990 року авіаносець знову перебував в Індійському океані, де брав участь в операції «Щит пустелі».
21 липня 1991 року під час стоянки в Тулоні в ангарі корабля виникла пожежа. З січня по червень 1992 року авіаносець пройшов ремонт та модернізацію, під час якої були встановлені ЗРК MBDA Mistral.
У 1993—1994 роках авіаносець брав участь в операціях біля берегів Югославії, де його літаки виконували розвідувальні польоти та завдавали ударів по позиціях сербських військ (1-9.1993, 3-5.1994, 7.1994, 12.1995-3.1996, 11-12.1996).
1 вересня 1997 року авіаносець «Клемансо» був виключений зі списків флоту.

### Утилізація
31 грудня 2005 року «Клемансо» вирушив в Аланг (Індія) для утилізації. Але оскільки корабель був побудований із використанням шкідливих речовин (азбест, свинець, ртуть), Грінпіс організував протести, і 6 січня 2006 року Верховний суд Індії заборонив захід корабля в індійські територіальні води. Крім того, 15 січня уряд Єгипту заборонив прохід корабля по Суецькому каналу. Коли дозвіл таки був отриманий, він викликав незадоволення екологічних організацій. Зрештою, президент Жак Ширак розпорядився повернути корабель у Францію.
У 2009 році корабель вирушив на утилізацію на верфі Able UK у Великій Британії..
Утилізація розпочалась в листопаді 2009 року та завершилась наприкінці 2010 року.

## Галерея

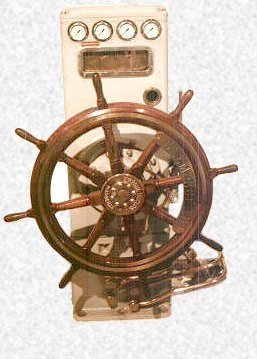
Стернове колесо
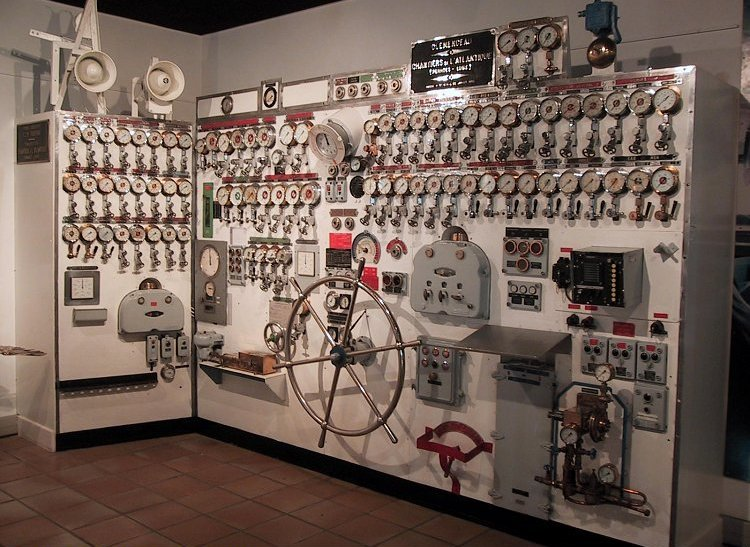
Панель управління силовою установкою
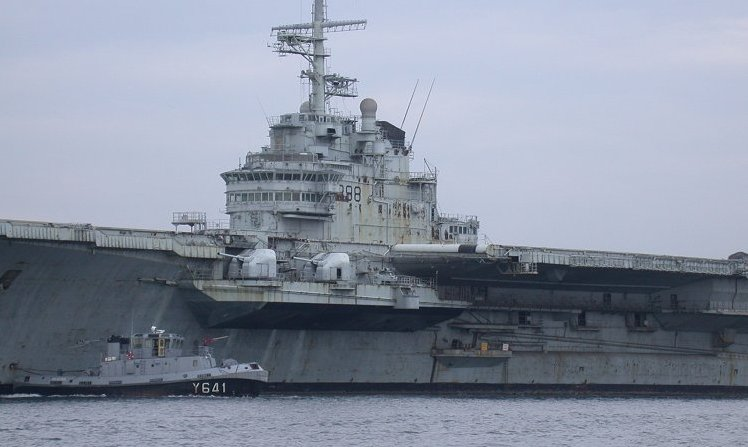
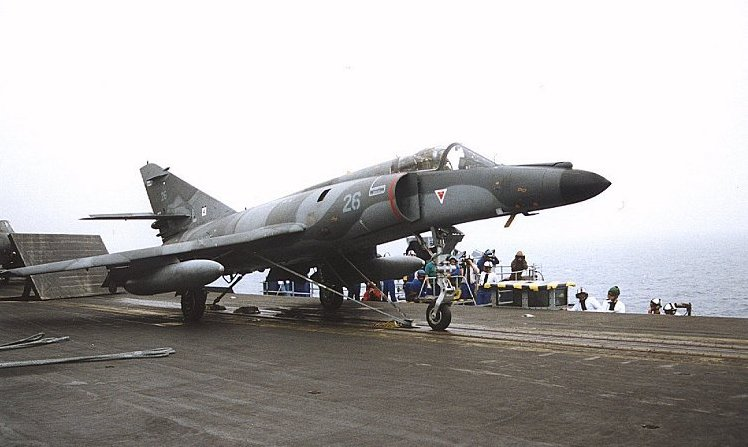
Запуск літака «Super Étendard» (16 липня 1997 року).
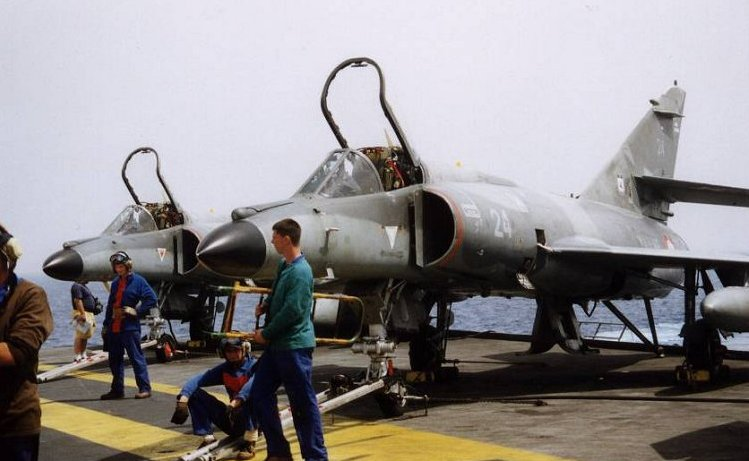
«Super Étendards» на польотній палубі
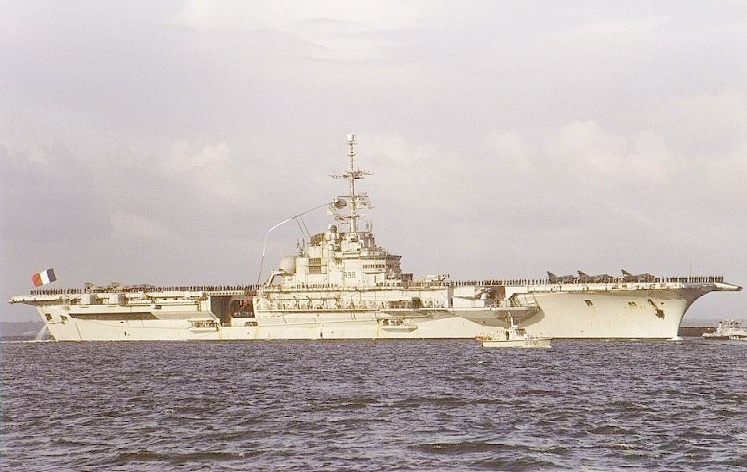
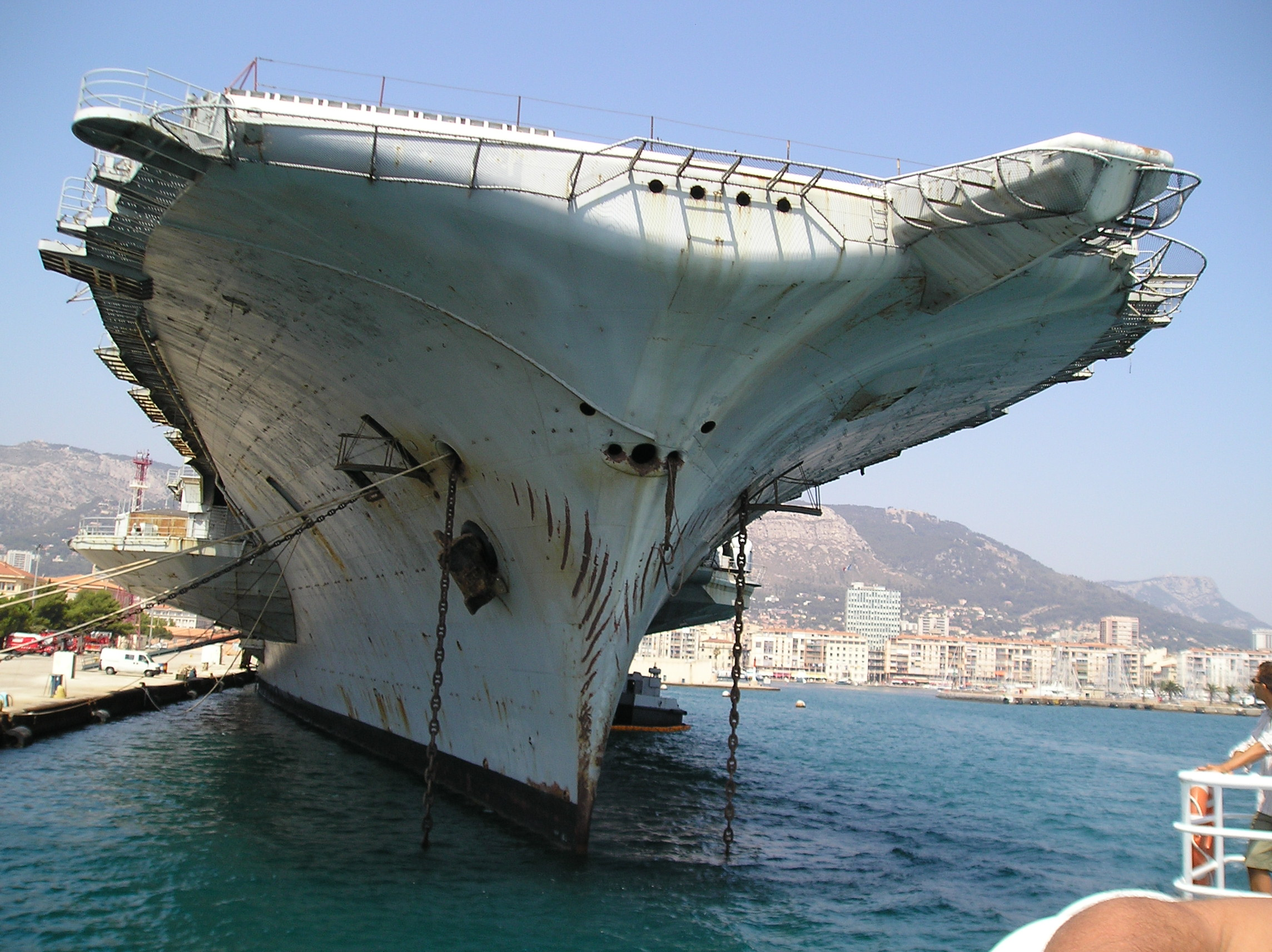
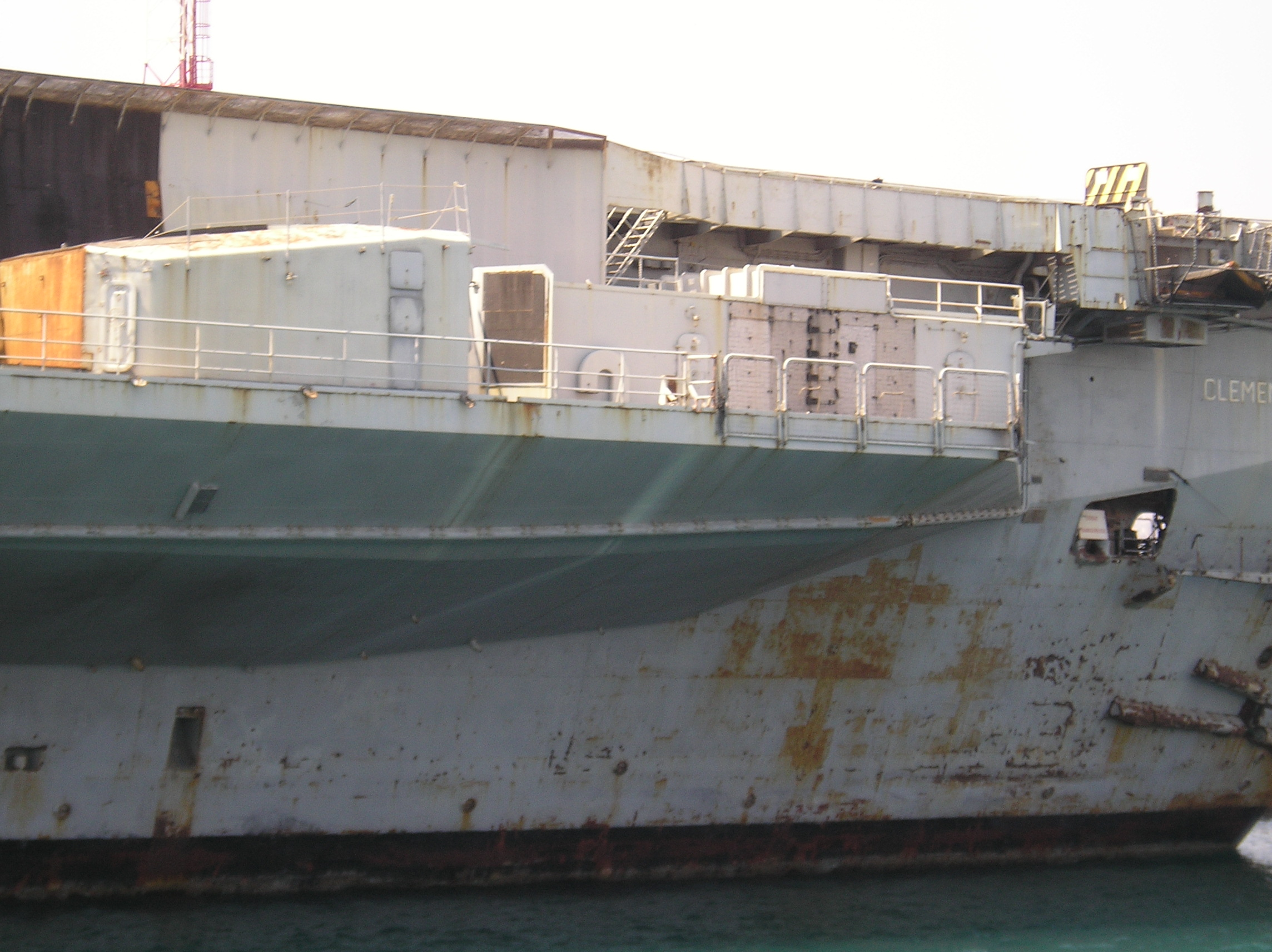
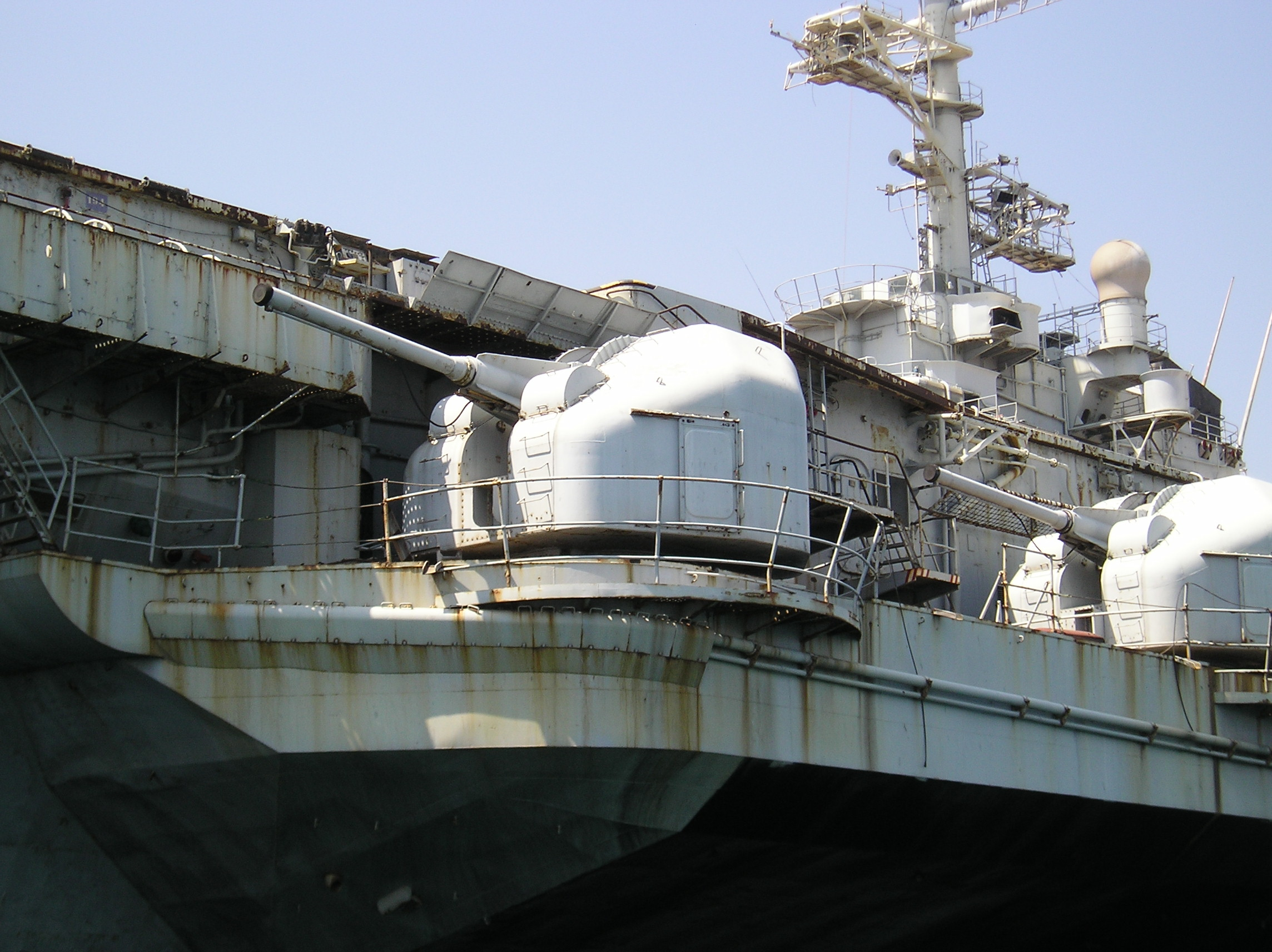
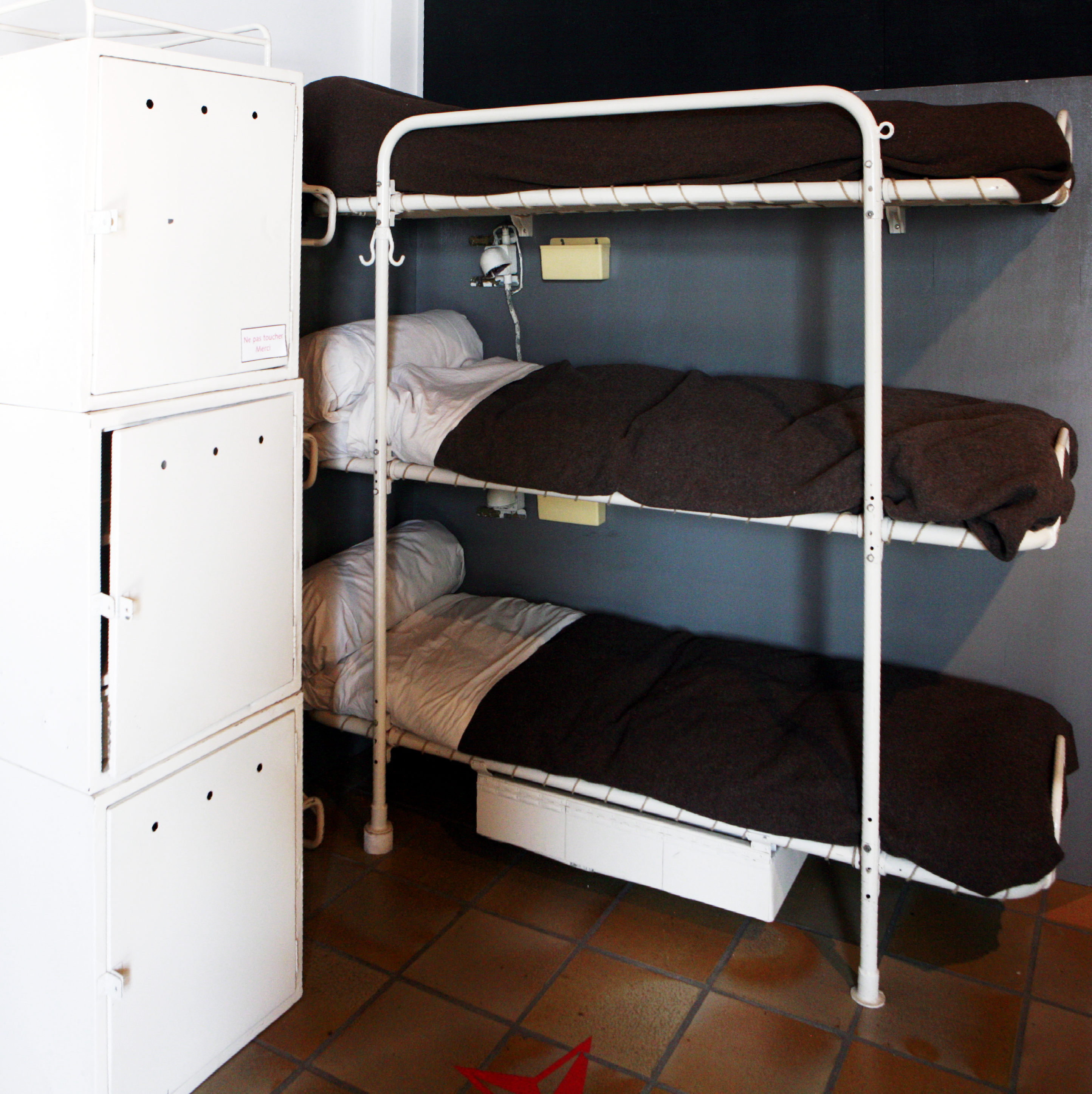
Спальні місця членів екіпажу